# Matelea pauciflora
Matelea pauciflora là một loài thực vật có hoa trong họ La bố ma. Loài này được (Spreng.) Woodson mô tả khoa học đầu tiên năm 1941.